# Cyphia linarioides
Cyphia linarioides är en klockväxtart som beskrevs av Karel Presl. Cyphia linarioides ingår i släktet Cyphia, och familjen klockväxter. Inga underarter finns listade i Catalogue of Life.